# Nati nel 1952/Ottobre
| Questa pagina contiene informazioni ricavate automaticamente dalle voci biografiche con l'ausilio del template Bio e di un bot. L'aggiornamento è periodico e automatico e ricostruisce completamente la pagina. Se manca una persona in questa lista, sei pregato di non aggiungerla, ma accertati piuttosto che la sua voce biografica contenga il template Bio e che i dati anagrafici siano correttamente compilati. Se il template Bio manca, inseriscilo tu stesso o, in alternativa, metti l'avviso {{tmp\|Bio}} che ne segnala la mancanza. Se i dati riportati sono sbagliati, correggi direttamente la voce biografica; le modifiche saranno visibili in questa lista entro pochi giorni. Per chiarimenti vedi il progetto biografie. La lista contiene solo le 235 persone che sono citate nell'enciclopedia e per le quali è stato implementato correttamente il template Bio. Pagina aggiornata al 26 lug 2025. |

- 1º ottobre - Billy Ashcroft, ex calciatore inglese
- 1º ottobre - Anatolij Bajdačnyj, allenatore di calcio e ex calciatore sovietico
- 1º ottobre - Sergio Calore, terrorista e collaboratore di giustizia italiano († 2010)
- 1º ottobre - Michele Del Gaudio, magistrato e politico italiano
- 1º ottobre - Athol Earl, ex canottiere neozelandese
- 1º ottobre - Wanda Sandon, ex cestista italiana
- 1º ottobre - Earl Slick, chitarrista statunitense
- 1º ottobre - Giovanni Tamburelli, artista, scultore e poeta italiano
- 1º ottobre - Saud bin Rashid Al Mu'alla, militare e politico emiratino
- 2 ottobre - Giuseppe Bressani, ex calciatore italiano
- 2 ottobre - Colin Cotterill, scrittore e fumettista britannico
- 2 ottobre - Giannīs Damanakīs, ex calciatore greco
- 2 ottobre - Václav Kotal, allenatore di calcio, dirigente sportivo e ex calciatore ceco
- 2 ottobre - Alfredo Megido, ex calciatore spagnolo
- 2 ottobre - Ruben Morales, ex calciatore uruguaiano
- 2 ottobre - Pierre Nguyễn Văn Khảm, vescovo cattolico vietnamita
- 2 ottobre - Janusz Olejniczak, pianista e attore polacco († 2024)
- 2 ottobre - Robin Riker, attrice statunitense
- 3 ottobre - Bruce Arians, dirigente sportivo e allenatore di football americano statunitense
- 3 ottobre - Bernard Boissier, ex calciatore francese
- 3 ottobre - Luís Alberto da Silva Lemos, allenatore di calcio e calciatore brasiliano († 2019)
- 3 ottobre - Alain Desaever, ciclista su strada e pistard belga († 2014)
- 3 ottobre - Rosario Livatino, magistrato italiano († 1990)
- 3 ottobre - Natalia Mărășescu, ex mezzofondista rumena
- 3 ottobre - Steve Tracy, attore statunitense († 1986)
- 3 ottobre - Mark Wilkinson, disegnatore britannico
- 4 ottobre - Angela Coughlan, nuotatrice canadese († 2009)
- 4 ottobre - Anita DeFrantz, dirigente sportiva e ex canottiera statunitense
- 4 ottobre - Antonello Fassari, attore italiano († 2025)
- 4 ottobre - Benedetto Francesco Fucci, politico italiano
- 4 ottobre - Doug Irvine, bassista e compositore britannico
- 4 ottobre - Petkana Makaveeva, ex cestista bulgara
- 4 ottobre - Bruno Marziano, politico italiano
- 4 ottobre - Ramón Sanromán, ex calciatore spagnolo
- 4 ottobre - Franco Volpi, filosofo e storico della filosofia italiano († 2009)
- 4 ottobre - Joseph Werth, vescovo cattolico kazako
- 5 ottobre - Clive Barker, scrittore, fumettista e illustratore britannico
- 5 ottobre - Harold Faltermeyer, compositore e produttore discografico tedesco
- 5 ottobre - Aaron James, ex cestista e allenatore di pallacanestro statunitense
- 5 ottobre - Vladimir Nevzorov, ex judoka sovietico
- 5 ottobre - Emomalī Rahmon, politico e generale tagiko
- 5 ottobre - Duncan Regehr, attore e pittore canadese
- 5 ottobre - Gigi Sabani, imitatore, conduttore televisivo e cantante italiano († 2007)
- 5 ottobre - Marisa Sacchetto, cantante italiana
- 5 ottobre - Gordon Stout, percussionista, compositore e docente statunitense
- 6 ottobre - Matilde Ciccia, ex danzatrice su ghiaccio e attrice italiana
- 6 ottobre - Enrico Dolci, militare italiano
- 6 ottobre - Jerzy Engel, allenatore di calcio e ex calciatore polacco
- 6 ottobre - Joseph Kalathiparambil, arcivescovo cattolico indiano
- 6 ottobre - Seamus McDonagh, allenatore di calcio e ex calciatore irlandese
- 6 ottobre - Massimo Morante, cantante, chitarrista e compositore italiano († 2022)
- 6 ottobre - John Pezza, ex schermidore italiano
- 6 ottobre - Paolo Maria Scalondro, attore e doppiatore italiano
- 6 ottobre - Carlo Tresoldi, calciatore italiano († 1995)
- 7 ottobre - Mary Badham, attrice statunitense
- 7 ottobre - Ralf Edström, ex calciatore svedese
- 7 ottobre - Ezio Galasso, ex calciatore italiano
- 7 ottobre - Donald Edward Machholz, astronomo statunitense († 2022)
- 7 ottobre - Emmanuel Obbo, arcivescovo cattolico ugandese
- 7 ottobre - Vladimír Padrta, cestista cecoslovacco († 2009)
- 7 ottobre - Hamza Piccardo, attivista, editore e islamista italiano
- 7 ottobre - Vladimir Putin, politico e ex agente segreto russo
- 7 ottobre - John Siman, ex pallanuotista statunitense
- 7 ottobre - Serhij Svjatčenko, artista e pittore ucraino
- 7 ottobre - Marilyn Waring, attivista, politica e scrittrice neozelandese
- 8 ottobre - Pietro Ballo, tenore italiano
- 8 ottobre - Takīs Korōnaios, ex cestista e allenatore di pallacanestro greco
- 8 ottobre - Maria Domenica Michelotti, politica sammarinese
- 8 ottobre - Genaro Neyra, ex calciatore peruviano
- 8 ottobre - Czesław Siekierski, politico polacco
- 8 ottobre - Edward Zwick, regista, sceneggiatore e produttore cinematografico statunitense
- 8 ottobre - Marco di Castri, sassofonista e chitarrista italiano
- 9 ottobre - Alberto Inglesi, scultore e pittore italiano
- 9 ottobre - Nicola Bono, politico italiano
- 9 ottobre - Mari Kiss, attrice e doppiatrice ungherese
- 9 ottobre - Miguel Ángel Neira, ex calciatore cileno
- 9 ottobre - Sharon Osbourne, produttrice discografica e personaggio televisivo britannica
- 9 ottobre - Dennis Stratton, chitarrista, cantante e compositore britannico
- 10 ottobre - Domenico Neri, dirigente sportivo, allenatore di calcio e ex calciatore italiano
- 10 ottobre - Bob Nystrom, ex hockeista su ghiaccio svedese
- 10 ottobre - Bob Stetler, calciatore statunitense († 1990)
- 10 ottobre - Siegfried Stohr, ex pilota automobilistico italiano
- 10 ottobre - Gudmund Söderin, ex sciatore alpino svedese
- 10 ottobre - Yeshey Zimba, politico bhutanese († 2024)
- 11 ottobre - Marco Tarchi, politologo italiano
- 11 ottobre - Jim Woodring, fumettista, artista e scrittore statunitense
- 12 ottobre - Hugo Coscia, ex calciatore argentino
- 12 ottobre - Riccardo Di Palma, politico italiano
- 12 ottobre - Roberto Ghidoni, ultramaratoneta italiano
- 12 ottobre - Roger Heath-Brown, matematico britannico
- 12 ottobre - Manouchehr Parchami-Araghi, pallanuotista iraniano
- 12 ottobre - Luigi Peruzzotti, politico italiano
- 13 ottobre - Michael Clifford, astronauta statunitense († 2021)
- 13 ottobre - Eugenio Di Rienzo, storico italiano
- 13 ottobre - Gordon Hodgson, calciatore inglese († 1999)
- 13 ottobre - Beverly Johnson, supermodella e attrice statunitense
- 13 ottobre - Helmut F. Kaplan, filosofo austriaco
- 13 ottobre - John Lone, attore cinese
- 13 ottobre - Claudio Maderloni, politico italiano
- 13 ottobre - Henry Padovani, cantautore, chitarrista e compositore francese
- 13 ottobre - Alan Stephens, ex calciatore inglese
- 14 ottobre - Harry Anderson, attore e cabarettista statunitense († 2018)
- 14 ottobre - Nikolaj Andrianov, ginnasta sovietico († 2011)
- 14 ottobre - Dan Ar Wern, scrittore e poeta francese
- 14 ottobre - Sergio Atzeni, scrittore, giornalista e traduttore italiano († 1995)
- 14 ottobre - Rick Aviles, attore e comico statunitense († 1995)
- 14 ottobre - Walter Grezzani, ex calciatore italiano
- 14 ottobre - Banyen Rakkaen, cantante thailandese
- 14 ottobre - Paolo Rocca, imprenditore italiano
- 14 ottobre - Steve Rothman, politico e avvocato statunitense
- 14 ottobre - Kaija Saariaho, compositrice finlandese († 2023)
- 14 ottobre - Dan Spivey, ex wrestler statunitense
- 14 ottobre - Joris Vercammen, arcivescovo vetero-cattolico belga
- 14 ottobre - Juan Antonio Zaldua, ex calciatore spagnolo
- 15 ottobre - Vahid Halilhodžić, allenatore di calcio e ex calciatore jugoslavo
- 15 ottobre - Steve Mitchell, cestista statunitense († 1978)
- 15 ottobre - Tommy Ord, calciatore inglese († 2020)
- 15 ottobre - Nadia Pizzol, politica italiana
- 15 ottobre - Giò Pozzo, giornalista, gastronomo e artigiano italiano († 2016)
- 15 ottobre - Kunihiko Yuyama, regista giapponese
- 16 ottobre - Christopher Cox, politico e avvocato statunitense
- 16 ottobre - John Grochowalski, ex cestista statunitense
- 16 ottobre - Touriya Jabrane, attrice e politica marocchina († 2020)
- 16 ottobre - Natale Picano, dirigente sportivo, allenatore di calcio e ex calciatore italiano
- 16 ottobre - Ron Taylor, attore, cantante e scrittore statunitense († 2002)
- 17 ottobre - Teco Celio, attore svizzero
- 17 ottobre - Patti Cohenour, attrice e soprano statunitense
- 17 ottobre - Maurizio Giammarco, sassofonista, compositore e arrangiatore italiano
- 17 ottobre - Marinella, cantante e showgirl italiana
- 17 ottobre - Roscoe Pondexter, ex cestista statunitense
- 18 ottobre - Giuseppe Cionfoli, cantautore italiano
- 18 ottobre - Maria Damanakī, politica greca
- 18 ottobre - Primo Di Nicola, giornalista e politico italiano
- 18 ottobre - Chuck Lorre, regista, sceneggiatore e produttore televisivo statunitense
- 18 ottobre - Maria Teresa Martino, attrice italiana
- 18 ottobre - Carlo Massarini, giornalista, conduttore televisivo e conduttore radiofonico italiano
- 18 ottobre - Michael Pan, attore, doppiatore e conduttore radiofonico tedesco
- 18 ottobre - Jim Ratcliffe, imprenditore britannico
- 18 ottobre - Roberto Visentin, politico italiano
- 18 ottobre - Józef Wróbel, vescovo cattolico polacco
- 19 ottobre - Verónica Castro, attrice, cantante e conduttrice televisiva messicana
- 19 ottobre - Virginio Ferrari, dirigente sportivo e pilota motociclistico italiano
- 19 ottobre - Edo Zanki, cantautore, compositore e produttore discografico tedesco († 2019)
- 20 ottobre - Hartmut Enke, musicista tedesco († 2005)
- 20 ottobre - Eliane Giardini, attrice brasiliana
- 20 ottobre - Dalia Itzik, politica israeliana
- 20 ottobre - Renato Martinoni, filologo, storico della letteratura e scrittore svizzero
- 20 ottobre - Melanie Mayron, attrice e regista statunitense
- 20 ottobre - Angelika Noack, ex canottiera tedesca
- 20 ottobre - Sameh Shoukry, politico e diplomatico egiziano
- 21 ottobre - Mehdi Charef, regista, sceneggiatore e scrittore francese
- 21 ottobre - Patti Davis, attrice e scrittrice statunitense
- 21 ottobre - Natale Mondo, poliziotto italiano († 1988)
- 21 ottobre - Leonid Moseev, ex maratoneta sovietico
- 21 ottobre - Brent Mydland, tastierista e cantante statunitense († 1990)
- 22 ottobre - Julie Dash, produttrice cinematografica statunitense
- 22 ottobre - Nel van Dijk, politica olandese
- 22 ottobre - Mick Fairclough, ex calciatore irlandese
- 22 ottobre - Jeff Goldblum, attore statunitense
- 22 ottobre - John Howard, attore australiano
- 22 ottobre - Lars Jonsson, pittore svedese
- 22 ottobre - Gian Pietro Martinelli, ex calciatore italiano
- 22 ottobre - Mircea Sandu, ex calciatore rumeno
- 22 ottobre - Pedro Soto, ex calciatore messicano
- 22 ottobre - Andrzej Supron, ex lottatore polacco
- 22 ottobre - Yoshiki Tanaka, scrittore giapponese
- 23 ottobre - Vittore Boccardi, presbitero e giornalista italiano
- 23 ottobre - Fausto Branchini, bassista italiano
- 23 ottobre - Silvio Francesconi, calciatore e allenatore di calcio italiano († 2021)
- 23 ottobre - Antjie Krog, scrittrice sudafricana
- 23 ottobre - Pierre Moerlen, batterista, vibrafonista e compositore francese († 2005)
- 23 ottobre - Giovanni Simonelli, ex calciatore e allenatore di calcio italiano
- 23 ottobre - Robin Swicord, sceneggiatrice, regista e produttrice cinematografica statunitense
- 23 ottobre - Fernando Wong, cestista e allenatore di pallacanestro messicano († 2016)
- 23 ottobre - Simona dalla Chiesa, politica italiana
- 24 ottobre - Rafael Caro Quintero, criminale messicano
- 24 ottobre - Mario De Biase, politico e manager italiano
- 24 ottobre - Kevin Grant, allenatore di calcio e ex calciatore inglese
- 24 ottobre - Fathi Kamel, ex cestista egiziano
- 24 ottobre - Juan Morgado, ex calciatore spagnolo
- 24 ottobre - Ney Rosauro, compositore, percussionista e musicologo brasiliano
- 24 ottobre - Wojciech Rudy, ex calciatore polacco
- 24 ottobre - Václav Sýkora, allenatore di hockey su ghiaccio e ex hockeista su ghiaccio ceco
- 24 ottobre - Gianni Trevisan, allenatore di pallacanestro italiano
- 24 ottobre - Jorge Zepeda Patterson, scrittore e giornalista messicano
- 25 ottobre - Alessandra Alberti, attrice e regista italiana
- 25 ottobre - Pancrazio Chiruzzi, criminale italiano († 2025)
- 25 ottobre - Samir Geagea, politico e militare libanese
- 25 ottobre - Wendy Hall, informatica britannica
- 25 ottobre - Giannīs Kyrastas, calciatore e allenatore di calcio greco († 2004)
- 25 ottobre - Kate Latham, ex tennista statunitense
- 25 ottobre - Tove Nilsen, scrittrice norvegese
- 25 ottobre - Myriam Spiteri Debono, politica e notaia maltese
- 25 ottobre - Mark Syers, attore statunitense († 1983)
- 26 ottobre - Bobby Bandiera, chitarrista e cantante statunitense
- 26 ottobre - Lars Peter Hansen, economista statunitense
- 26 ottobre - Phil Melillo, ex cestista e allenatore di pallacanestro statunitense
- 26 ottobre - Gianni Oliva, saggista, dirigente pubblico e politico italiano
- 26 ottobre - Rondi Reed, attrice statunitense
- 26 ottobre - Abbas al-Musawi, religioso e politico libanese († 1992)
- 27 ottobre - Roberto Benigni, attore, comico e regista italiano
- 27 ottobre - Miguel Ángel Bordón, calciatore argentino († 2003)
- 27 ottobre - Bill Bottrell, produttore discografico, musicista e compositore statunitense
- 27 ottobre - Renato Copparoni, allenatore di calcio e ex calciatore italiano
- 27 ottobre - Hazell Dean, cantante britannica
- 27 ottobre - Brigitte Engerer, pianista francese († 2012)
- 27 ottobre - Francis Fukuyama, politologo statunitense
- 27 ottobre - Atsuyoshi Furuta, ex calciatore giapponese
- 27 ottobre - Patrizia Mirigliani, imprenditrice e personaggio televisivo italiana
- 27 ottobre - Mario Morcone, prefetto e politico italiano
- 28 ottobre - Jörgen Augustsson, allenatore di calcio e ex calciatore svedese
- 28 ottobre - Roberto Corti, allenatore di calcio e ex calciatore italiano
- 28 ottobre - Tony Grisoni, sceneggiatore britannico
- 28 ottobre - Walter Hoffmann, politico tedesco
- 28 ottobre - Mariko Koike, scrittrice giapponese
- 28 ottobre - Annie Potts, attrice e doppiatrice statunitense
- 28 ottobre - Hans Tuzzi, scrittore e saggista italiano
- 29 ottobre - Byron Bertram, ex tennista sudafricano
- 29 ottobre - Marcia Fudge, politica statunitense
- 29 ottobre - Fiorella Infascelli, regista e sceneggiatrice italiana
- 29 ottobre - Esther Robertson, ex arciera italiana
- 29 ottobre - Udo Schmuck, allenatore di calcio e ex calciatore tedesco orientale
- 29 ottobre - Ivan Ivanovič Solovov, regista russo
- 29 ottobre - Valerij Ivanovič Tokarev, cosmonauta russo
- 30 ottobre - Daniel Bacquelaine, politico belga
- 30 ottobre - Yayi Boni, politico e banchiere beninese
- 30 ottobre - Emily Kuroda, attrice statunitense
- 30 ottobre - David C. Novak, imprenditore, scrittore e filantropo statunitense
- 30 ottobre - Ana Paula Tavares, storica e poetessa angolana
- 30 ottobre - Salvador Vilanova, ex nuotatore salvadoregno
- 31 ottobre - Bernard Edwards, musicista, bassista e produttore discografico statunitense († 1996)
- 31 ottobre - Maryann Plunkett, attrice e cantante statunitense
- 31 ottobre - Pramdiph Singh, ex cestista indiano
- 31 ottobre - Franz-Josef Tenhagen, ex calciatore tedesco
- 31 ottobre - Jane Wymark, attrice britannica